# Cargolux Italia
Cargolux Italia es una aerolínea de carga italiana, constituida como una empresa conjunta entre varios inversores italianos y la luxemburguesa Cargolux. Su sede se encuentra en Vizzola Ticino y su centro de operaciones es el aeropuerto de Milán-Malpensa. La aerolínea se fundó en diciembre de 2008 e inició sus operaciones en junio de 2009. 

## Flota
La flota de Cargolux Italia consta de las siguientes aeronaves:
| Aeronaves       | En servicio | Pedidos | Matrículas                                          | Antigüedad                                          | Notas                                               |
| --------------- | ----------- | ------- | --------------------------------------------------- | --------------------------------------------------- | --------------------------------------------------- |
| Boeing 747-400F | 4           | —       | LX-UCV «Tres Cimas de Lavaredo»                     | 21,3 años                                           | Operado por Cargolux                                |
| Boeing 747-400F | 4           | —       | LX-VCV «Monviso»                                    | 19,7 años                                           | Operado por Cargolux                                |
| Boeing 747-400F | 4           | —       | LX-WCV «Monte Cervino»                              | 18,1 años                                           |                                                     |
| Boeing 747-400F | 4           | —       | LX-YCV «Monte Rosa»                                 | 17,1 años                                           | Operado por Cargolux                                |
| Total           | 4           | —       | Edad media de la flota (agosto de 2025): 19,1 años. | Edad media de la flota (agosto de 2025): 19,1 años. | Edad media de la flota (agosto de 2025): 19,1 años. |